# Lars Bastrup
Lars Bastrup Jørgensen (Levring, 31 de Julho de 1955) é um ex-futebolista dinamarquês que atuava como atacante.

## Carreira
Nascido em Levring, Bastrup iniciou sua carreira profissional no futebol atuando na cidade vizinha, pelo Silkeborg.  Permaneceria no clube apenas sua temporada de estreia, onde disputou 25 partidas e marcou onze vezes. Em seguida, permaneceu uma temporada no pequeno Aarhus (IHF).[carece de fontes?] O momento mais importante durante sua passagem pelo Aarhus seria sua primeira convocação para a Seleção Dinamarquesa pouco antes de completar vinte anos.
Por conta da convocação e seu relativo destaque em suas duas temporadas como profissional, chamou a atenção de alguns clubes no cenário europeu, tendo recebido uma proposta do Kickers Offenbach, que fora aceita. Sua primeira temporada no clube acabaria sendo decepcionante (apenas dois tentos em dezoito partidas), assim como do próprio Kickers, que acabou rebaixado. Mesmo com o rebaixamento, Bastrup continuou no clube, tendo melhorado seu desempenho, anotando onze tentos em 31 partidas. Porém, disputando a 2. Bundesliga, acabou não sendo mais convocado para a seleção.
Após terminar o campeonato em terceiro, não conseguindo retornar à elite do futebol alemão, Bastrup retornou à Dinamarca, novamente para o Aarhus (IHF). Após duas temporadas, se transferiu para o rival Aarhus (AGF), onde permaneceu mais duas temporadas. Porém, seu desempenho seria mais satisfatório (28 tentos em 44 partidas), tendo ganho o prêmio de futebolista dinamarquês do ano em sua primeira temporada e, retornado a seleção.
Com seu destaque nacional, voltou a chamar a atenção dos principais centros do futebol europeu, tendo retornado à Alemanha, desta vez para o Hamburgo. Sua primeira temporada pelo clube seria muito boa, disputando 34 partidas no campeonato e treze vezes, terminando com o título alemão e, com o vice-campeonato da Copa da UEFA (tendo sido titular nas duas partidas da decisão). Porém, sua segunda temporada acabaria sendo decepcionante, tendo marcado apenas cinco vezes no campeonato em 25 partidas. Ainda assim, a temporada acabaria sendo mais gratificante que a primeira, pois Bastrup seu segundo título alemão e, sua primeira Liga dos Campeões da UEFA após vitória sobre a Juventus por 1 x 0 (tendo Bastrup iniciado a partida).
Após o término da temporada, retornaria à Dinamarca, assinando por uma temporada com o Skovbakken. Em seguida, defenderia o Ikast por duas temporadas, tendo em sua primeira, terminado como artilheiro do campeonato dinamarquês com vinte tentos.

## Títulos
Hamburgo
- Campeonato Alemão: 1982 e 1983
- Liga dos Campeões da UEFA: 1983

### Individuais
- Futebolista Dinamarquês do Ano: 1980
- Artilheiro do Campeonato Dinamarquês: 1985 (20 gols)